# Julián Herranz Casado
Julián Herranz Casado (Baena, Córdoba, 31 de março de 1930) é um cardeal da Igreja Católica espanhol, presidente-emérito da Pontifícia Comissão Disciplinar da Cúria Romana.

## Biografia
Doutor em Medicina com especialização em Psiquiatria e doutor em Direito Canônico. Foi admitido como membro da Prelazia do Opus Dei em 1949 e nela foi ordenado sacerdote em 7 de agosto de 1955, recebeu a ordenação episcopal em 6 de janeiro de 1991, como bispo-titular de Vertara, na Basílica de São Pedro pelo Papa João Paulo II, coadjuvado por Giovanni Battista Re, arcebispo-titular de Forum Novum, substituto da Secretaria de Estado, e por Justin Francis Rigali, arcebispo-titular de Bolsena, secretário da Congregação para os Bispos. Na mesma cerimônia foram consagrados os futuros cardeais Jean-Louis Tauran, Francisco Javier Errázuriz Ossa e Vinko Puljić.
O Cardeal Herranz doutorou-se em Medicina e Cirurgia pela Universidade de Barcelona e pela Universidade de Navarra em 1958. É bacharel em Estudos Eclesiásticos pelo Colégio Romano da Santa Cruz e Doutor em Direito Canônico pela Pontifícia Universidade Santo Tomás de Aquino de Roma, foi professor desta mesma disciplina na Universidade de Navarra.
A partir de 1979 foi nomeado membro da Comissão Paritaria de Estudo criada pela Santa Sé para analisar a possibilidade de conceder ao Opus Dei a configuração jurídica de Prelazia Pessoal. Nessa comissão havia seis membros: três representantes da Sagrada Congregação de Bispos da Santa Sé (Marcello Costallunga, Mario Francesco Pompedda e Marian Oleś); e três do Opus Dei (Amadeo de Fuenmayor, Xavier Ayala Delgado e o próprio Julián Herranz). Como resultado deste estudo, o Opus Dei foir erigido em Prelazia Pessoal por S. João Paulo II em 1982.
Presidiu o Pontifício Conselho para a Interpretação dos Textos Legislativo da Cúria Romana desde 19 de dezembro de 1994, ocasião em que foi promovido a arcebispo-titular. Em 15 de fevereiro de 2007, por motivos de idade, o Papa Bento XVI aceitou a sua renúncia a este cargo. Foi ainda Presidente da Pontifícia Comissão Disciplinar da Cúria Romana desde 3 de dezembro de 1999 até 11 de maio de 2010. É considerado um dos maiores especialistas em Direito Canônico.
Por ocasião do Concílio Vaticano II colaborou na comissão que elaborou o Decreto Prebyterorum Ordinis. Por vinte e dois anos viveu próximo ao Fundador do Opus Dei, São Josemaría Escrivá de Balaguer, que teve uma decisiva influência na sua vida.
Em 21 de setembro de 2003, foi anunciada a sua criação como cardeal pelo Papa João Paulo II, no Consistório de 21 de outubro, em que recebeu o barrete vermelho e o título de cardeal-diácono de Santo Eugênio.
Foi membro das seguintes Congregações da Cúria Vaticana: para a Doutrina da Fé; para os Bispos; para a Causa dos Santos; para a Evangelização dos Povos; para o Culto Divino e para a Disciplina dos Sacramentos. Integra ainda o Supremo Tribunal da Assinatura Apostólica, o Pontifício Conselho para os Leigos e a Pontifícia Comissão Ecclesia Dei. Em 2014, foi elevado a categoria dos cardeais-presbíteros, pelo Papa Francisco.

## Conclaves
- Conclave de 2005 - participou da eleição de Joseph Ratzinger como Papa Bento XVI.
- Conclave de 2013 - não participou da eleição de Jorge Mario Bergoglio como Papa Francisco, pois perdeu o direito ao voto em 31 de março de 2010.